# ويندي أولدفيلد
ويندي أولدفيلد (بالإنجليزية: Wendy Oldfield)‏ هي مغنية جنوب أفريقية، ولدت في 24 فبراير 1964 في كيب تاون في جنوب أفريقيا.

## وصلات خارجية
- الموقع الرسمي
- ويندي أولدفيلد على موقع ميوزك برينز (الإنجليزية)
- ويندي أولدفيلد على موقع ديسكوغز (الإنجليزية)